# Claude Papi
Claude Papi (ur. 16 kwietnia 1949 w Porto-Vecchio, zm. 28 stycznia 1983) – francuski piłkarz występujący na pozycji pomocnika.

## Kariera klubowa
Papi rozpoczynał w 1967 roku w drugoligowym klubie SC Bastia. W 1968 roku awansował z klubem do ekstraklasy. W 1972 roku dotarł z klubem do finału Pucharu Francji, jednak Bastia przegrała tam 1:2 z Olympique Marsylia. W tym samym roku zdobył z klubem Superpuchar Francji. W 1978 roku Papi wystąpił z zespołem w finale Pucharu UEFA, jednak Bastia uległa tam drużynie PSV Eindhoven. W 1981 roku Papi zdobył z klubem Puchar Francji, po pokonaniu w jego finale 2:1 AS Saint-Étienne. W 1982 roku zakończył karierę. W 1983 roku zmarł z powodu pęknięcia tętniaka.

## Kariera reprezentacyjna
W reprezentacji Francji Papi zadebiutował 21 listopada 1973 w wygranym 3:0 towarzyskim meczu z Danią. W 1978 roku został powołany do kadry na Mistrzostwa Świata. Zagrał na nich w wygranym 3:1 meczu z Węgrami. W latach 1973–1978 w drużynie narodowej Papi rozegrał w sumie 3 spotkania.